# Coppa Ciano

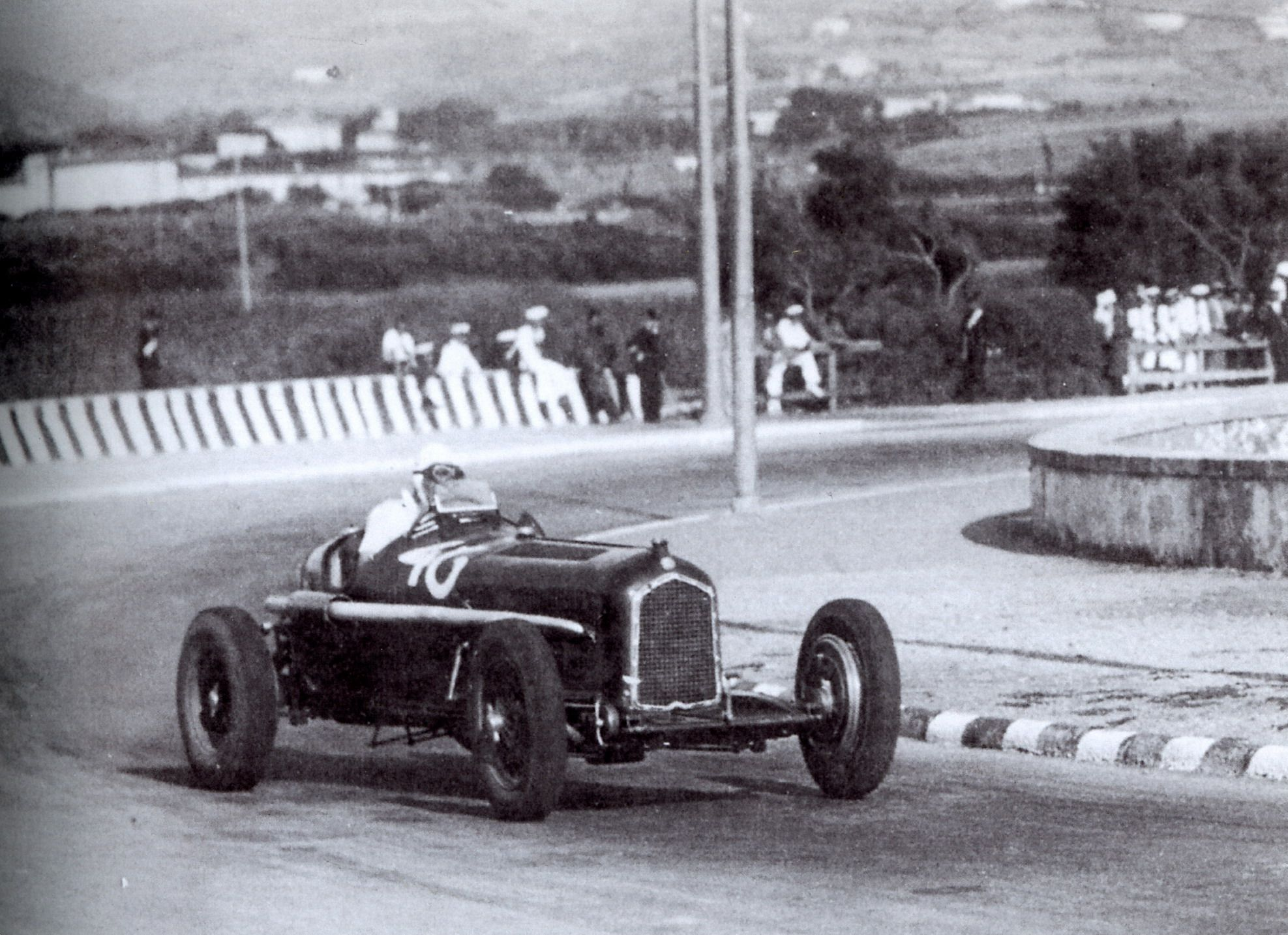
Clemente Biondetti i en Alfa Romeo P3 1936.

Coppa Ciano, även kallad Coppa Montenero var en Grand Prix-tävling som kördes på racerbanan Circuito Montenero i Livorno i Italien mellan 1921 och 1947.
Tävlingen kallades ursprungligen Coppa Montenero men bytte namn sedan Livornos fascistledare Costanzo Ciano donerat en segerpokal.

## Vinnare av Coppa Ciano
| År             | Förare                         | Bil                      |
| -------------- | ------------------------------ | ------------------------ |
| 1921           | Carlo Lotti                    | Ansaldo 2000 Av          |
| 1922           | Carlo Masetti                  | Bugatti                  |
| 1923           | Mario Razzauti                 | Ansaldo 2000 Av          |
| 1924           | Renato Balestrero              | OM 665                   |
| 1925           | Emilio Materassi               | Itala Spl                |
| 1926           | Emilio Materassi               | Itala Spl                |
| 1927           | Emilio Materassi               | Bugatti Type 35          |
| 1928           | Emilio Materassi               | Talbot 700               |
| 1929           | Achille Varzi                  | Alfa Romeo P2            |
| 1930           | Luigi Fagioli                  | Maserati Tipo 26         |
| 1931           | Tazio Nuvolari                 | Alfa Romeo 8C 2300 Monza |
| 1932           | Tazio Nuvolari                 | Alfa Romeo P3            |
| 1933           | Tazio Nuvolari                 | Maserati 8CM             |
| 1934           | Achille Varzi                  | Alfa Romeo P3            |
| 1935           | Tazio Nuvolari                 | Alfa Romeo P3            |
| 1936           | Tazio Nuvolari Carlo Pintacuda | Alfa Romeo 8C-35         |
| 1937 *         | Rudolf Caracciola              | Mercedes-Benz W125       |
| 1937           | Rudolf Caracciola              | Mercedes-Benz W125       |
| 1938           | Hermann Lang                   | Mercedes-Benz W154       |
| 1939           | Nino Farina                    | Alfa Romeo 158 Alfetta   |
| 1940 till 1946 | Inga tävlingar                 | Inga tävlingar           |
| 1947           | Franco Venturi                 | Cisitalia D46            |

* Tävlingen 1937 gällde som Italiens Grand Prix.